# U.S. Vigor Senigallia
US Vigor Senigallia là một câu lạc bộ bóng đá Ý đến từ Senigallia, Marche. Câu lạc bộ được thành lập vào năm 1921. Câu lạc bộ chơi các trận đấu trên sân nhà tại Sân vận động Goffredo Bianchelli ở Senigallia. Màu sắc của câu lạc bộ là đỏ và xanh dương.